# Echthrodape papuana
Echthrodape papuana är en stekelart som beskrevs av Boucek 1988. Echthrodape papuana ingår i släktet Echthrodape och familjen gallglanssteklar.
Artens utbredningsområde är Papua Nya Guinea. Inga underarter finns listade i Catalogue of Life.